# Cenupaste
Cenupaste ist ein Schmierstoff auf Silikonbasis. Verwendet wurde es als Trenn- und Gleitmittel. Es war handelsüblich in 50-g-Tuben erhältlich.
Cenu ist das Kürzel des VEB Chemiewerks Nünchritz (Nuenchritz), siehe auch Cenusil, den Handelsnamen eines Silikon-Kleb- und Dichtstoffes. Im Februar 2008 wurde die Wortmarke Cenupaste (Aktenzeichen DE39722119) gelöscht.